# Història de Síria
La història de Síria comprèn els esdeveniments que han tingut lloc en aquest país des de la prehistòria fins a l'actualitat, marcats per la situació geogràfica. La regió de Síria va ser el centre d'una civilització semita de gran importància al voltant de les ciutats d'Ebla i Ugarit. Allà va tenir lloc el descobriment del bronze. Terra de pas, el país ha estat dominat per cananeus, hitites, hebreus, assiris, perses, grecs, Imperi Selèucida, romans, àrabs, mongols, otomans i francesos, fins a la seva independència, el 1946. Durant els anys 1950 i 1960, van succeir-se diversos cops d'estat i les relacions exteriors estaven marcades per l'oposició a l'estat d'Israel.

## Introducció
Cap a l'any 2000 aC, Síria formava part de l'Aram. Va estar sotmesa a Egipte des de gairebé el 1530 aC fins al 1250. Al segle viii aC, Assíria va subjugar tot el país, que va passar a Babilònia al segle vii aC. Pèrsia se la va annexionar en el 538 aC, i la retingué fins que se'n va apoderar Alexandre el Gran 200 anys després. L'any 64 aC, va passar a ser una província romana, i després estigué sota l'Imperi Romà d'Orient fins al 634 dC, en què passà a mans musulmanes. A la segona meitat del segle xi, després d'haver estat presa pels sarraïns, va ser ocupada pels seljúcides, i el 1516, amb la batalla de Mardj Dabik, el Soldanat Mameluc perdé la regió a mans de l'Imperi Otomà, que la va retenir fins al 1833, en què va ser conquerida per Muhàmmad Alí Paixà, que la va retornar als turcs el 1840.
Els turcs van seguir sent amos de Síria fins a ser-ne expulsats pels anglesos, el 1918. França, ja des que va intervenir en el Líban per reprimir les atrocitats dels turcs, havia mantingut les seves reivindicacions polítiques sobre Síria, i la seva posició especial va ser reconeguda en l'acord anglofrancès del 1916. Segons això, els anglesos van abandonar aquell país, i el Suprem Consell dels aliats va donar a França el mandat sobre Síria. El 1928, l'Assemblea Constituent va redactar una constitució, però aquesta no va obtenir l'aprovació de França, la qual el 1929 va dissoldre l'Assemblea. El maig del 1930 es va sancionar una nova constitució. El juny del 1932, Muhammah Alí Bei el-Abed era triat president de la república. En tractats signats a finals del 1936, França va prometre la independència total de Síria, en un termini de tres anys. El 1938, Síria es va veure obligada a cedir el sindicat d'Alexandria a Turquia. Produït el col·lapse de França, Síria va quedar sota la dependència del govern de Vichy. El juny del 1941, forces angleses i de francesos lliures, després d'una breu campanya, van ocupar Síria i van anunciar solemnement la concessió de la independència. Reconeguda per les Nacions Unides, la independència de Síria com a estat sobirà, els francesos la van evacuar el 1946.

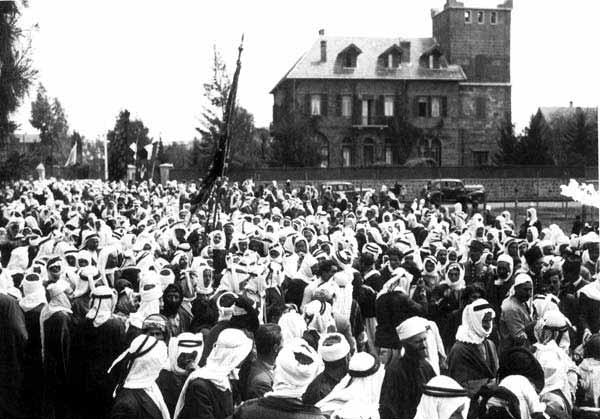
Aixecament a Damasc durant la Gran Revolució siriana del 1925

En els primers anys després de la proclamació de la independència, la política interior del país va ser molt moguda. El 14 d'agost del 1949, el coronel Zaim, cap del govern, va ser assassinat. Es va formar un nou ministeri sota la presidència d'Hachem el-Atassi, i tingué com a cap de l'exèrcit Sami el-Hinnani, que va dirigir la revolució contra Zaim. El 19 de desembre del mateix any, una segona revolució encoratjada pel coronel Adib Chichakli i promoguda quan l'Assemblea Nacional estava a punt de tractar la unitat dels països àrabs i de l'íntima col·laboració amb l'Iraq, va apartar dels seus llocs de comandament Sami el-Hinnani i altres caps polítics. A conseqüència de nous cops militars (1951 i 1952), el coronel Adib Chichakli va assumir tots els poders. El febrer del 1954, un cop militar fet pel coronel Mustafà Hamdum va obligar el cap de l'estat Chichakli a dimitir i a refugiar-se a l'Aràbia Saudita. Els revoltats van reconèixer com a president de Síria el polític Hachem al-Atassi, que estava desterrat. El mes d'octubre del mateix any es van celebrar eleccions parlamentàries. El govern de Síria realitza amb el Líban converses polítiques i financeres per fixar la unió econòmica entre els dos països.
L'any 1955, la política siriana va experimentar un canvi molt profund: Chukri el-Kuatli, que havia viscut exiliat a Egipte i compartia les idees del coronel Nasser, va ser elegit president de la república. El-Kuatli i Nasser coincidien en la seva oposició a tot projecte de federació expansiva propugnada des de Bagdad per Nuri és-Said, així com l'adhesió als pactes defensius anglosaxons. Aquesta política va trobar l'aprovació i el suport de l'URSS i va suscitar, en canvi, seriosos recels de Turquia i de l'Iraq. De la Unió Soviètica, van arribar abundants carregaments d'armes a Síria, i el president va visitar Moscou.

## Antiguitat

Mittani, cap al 1450 aC
Síria hitita, cap al 1300 aC
Regne mitjà assiri, cap al 1250 aC.
Col·lapse de l'edat de bronze, cap al 1200 aC
Estats neohitites, cap al 800 aC

A les terres de Síria, es va descobrir per primer cop la irrigació dels conreus, que va permetre la sedentarització de l'humà prehistòric. També aquí van néixer les tècniques per a treballar el cuir (cultura kebarienca) i posteriorment el bronze. Va participar en el període natufià. La civilització d'Ebla va ser la primera gran cultura siríaca.
Síria va ser conquerida pels egipcis al segle xvi aC i dos-cents anys després pels hitites. Cap al 1200 aC, els hebreus van conquerir-ne les principals ciutats, que van passar a mans assíries al segle viii aC. El 539 aC, van començar les incursions perses i, el 334 aC, Alexandre Magne va enviar les seves tropes per dominar la regió. Totes aquestes dominacions hi van anar deixant la seva empremta cultural.
El 64, Síria esdevé oficialment província romana, amb capital a Antioquia de l'Orontes, una de les ciutats més poblades del món. Zenòbia va intentar alliberar el país de la dominació romana, sense èxit. Les controvèrsies religioses van ser una de les constants del darrer període romà, marcat per les heretgies dins dels cristianisme i els intents de prendre el poder central.

### Període romà
Síria va ser una província romana des del 64 aC fins al 636.
En el període de govern romà, la gran ciutat d'Antioquia (anomenada l'Atenes de l'est) n'era la capital provincial. Era una de les més grans ciutats del món antic, amb una població estimada de 500.000 habitants, i fou un pròsper centre de comerç i d'indústria. En ser una de les grans ciutats més riques i populoses de les províncies de l'Imperi Romà, s'ha estimat que la població de la Síria romana al començament de l'imperi només va ser sobrepassada a mitjan segle xx, amb un cens de 78.000.000 o més, incloent-hi Palestina i el territori del riu Jordà, exclosa la part oriental de l'actual regió enllà de l'Eufrates.
En l'època romana, Síria era la llar d'Heliogàbal, un emperador romà de la dinastia Severa que va regnar des del 218 fins al 222. La seva família tenia drets hereditaris sobre el sacerdoci del déu del sol El-Gabal, del qual Heliogàbal era el gran sacerdot a Emesa (actual Homs), en sirià.

### Paleocristianisme
Síria va ser important en la història del cristianisme: Pau de Tars es va convertir a aquesta religió en la carretera a Damasc i va emergir com una significant figura del primer nucli de l'Església cristiana d'Antioquia, primera ciutat no jueva que es va convertir al cristianisme, ciutat a la qual va pelegrinar sovint en els seus viatges missioners.

## Període islàmic
Al segle vii, Síria va ser conquerida pels àrabs, i la cultura actual data d'aquella conquesta musulmana. Seccions de la línia costanera de Síria van ser preses per senyors francs durant les croades al segle xii. Al segle xiii, van arribar els primers mongols, destruint ciutats i canals d'irrigació. A la fi del segle xv, el descobriment d'una ruta marítima des d'Europa fins a l'Extrem Orient va acabar amb la necessitat d'una ruta comercial a través de Síria. Destruïda pels mongols, Síria va ser part de l'Imperi Otomà des del segle xvi fins al segle xx, i es va trobar a si mateixa enormement apartada, i ignorada pels afers mundials.

## Síria medieval
Muawiyah I va conquerir Síria al segle vii per a la dinastia omeia. Damasc era la residència oficial del califa, en un país dividit en cinc districtes. Durant aquest període, va continuar l'esplendor cultural precedent, que va minvar amb l'ascens de la branca abbàssida, que va traslladar la capital a Bagdad.
L'Imperi Romà d'Orient va fer diversos intents per recuperar el control de Síria, de majoria de població cristiana, però la zona va passar sota control musulmà. El Terratrèmol de Síria de 1202 va causar 30.000 morts directes, nombrosos danys a Nablus, Damasc i Hama i fins a 1,1 milions incloent els morts per fam i les epidèmies per les riuades del Nil. A l'edat mitjana, es van succeir les croades per alliberar-la, amb un èxit desigual. Hülegü va arribar a Pèrsia el 1256 i va anar cap a Síria el 1260, entrant a Alep i Damasc, però va haver de tornar a Pèrsia en conèixer la mort de Mongke i l'exèrcit que va deixar a Síria va ser derrotat pels mamelucs en la batalla d'Ayn Djalut el 3 de setembre de 1260 fixant les fronteres definitives per aquesta banda amb la part occidental de la vall de l'Eufrates com a límit, i amb el regne de la Petita Armènia i el Soldanat de Rum com a vassalls. Síria finalment va entrar a formar part de l'Imperi Otomà el 1516.

## Període modern

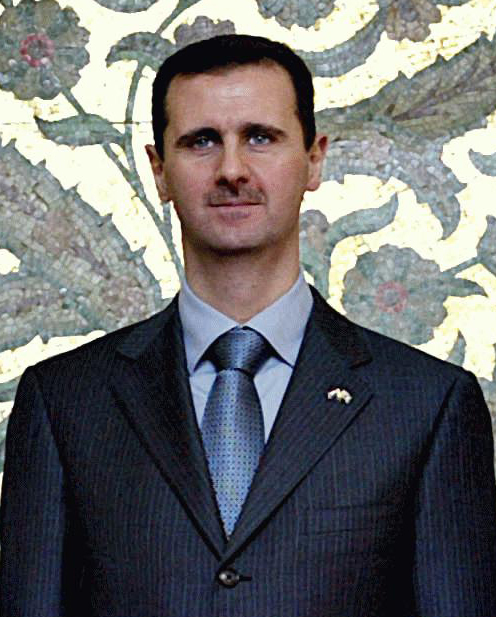
Baixar al-Àssad, president de Síria

- vegeu també: vilayat de Damasc, vilayat d'Alep, Mandat francès a Síria i el Líban, Regne de Síria, Estat d'Alep, Estat de Damasc, Territori dels Alauites, Djebel Drus, estat de Síria, república de Síria (1930-1946)

Des del 1860, Síria va iniciar un acostament a Occident, que va coincidir amb un auge del nacionalisme àrab. Pels acords de Sykes-Picot, Gran Bretanya i França van pactar la repartició dels territoris turcs entre si després de la Primera Guerra Mundial, i Síria fou una porció del protectorat francès. Els pobladors no van acceptar aquest imperialisme i es van succeir les revoltes internes, esclafades per l'exèrcit francès permanent.
El 1946, després de la Segona Guerra mundial, Síria va assolir la independència, sota la presidència de Shukri al-Kuwatli, que va participar en la guerra contra la creació de l'estat d'Israel el 1948. Va apropar-se a Egipte (fins i tot, van formar temporalment una unió política) i al comunisme soviètic, que volia contrarestar la influència occidental a la regió. Es va enfortir el partit Baas (pro-Iraq), que va arribar al govern en diverses ocasions. Paral·lelament, va viure un conflicte amb el Líban, que havia pertangut al mateix domini colonial francès, fins a la pau de 1991 (tot i que les tropes de Síria van romandre-hi fins al 2005).
Als anys 80, van prendre força els Germans Musulmans, que proposaven abandonar els valors laics baasistes i fundar una república islàmica.
A finals del segle xx i inicis del XXI, es van succeir diversos incidents amb els Estats Units per la invasió de l'Iraq, ja que les tropes americanes van entrar en diverses ocasions en les terres de Síria i durant l'operació Orchard el 2007, la força aèria israeliana va destruir una instal·lació nuclear siriana. En el context de la Primavera Àrab, el govern de Baixar al-Àssad s'enfronta des de 2011 a la Revolta a Síria de 2011.

### Guerra Civil siriana
La Guerra Civil siriana és un conflicte armat procedent d'un ampli moviment contestatari contra el règim baasista, que comença per manifestacions antirègim i prorègim pacífiques el 15 de març del 2011, tres mesos després del començament del clima revolucionari anomenat Primavera Àrab. El moviment és reprimit per les forces sirianes i es perllonga encara el 2013; el moviment es transforma, a poc a poc, en un conflicte que oposa dos bàndols armats enmig de les poblacions civils, i ha provocat fins ara uns 70.000 morts. Per fer front a l'exèrcit regular i a les seves forces auxiliars, es constitueix i estructura progressivament el 2011 un «Exèrcit Sirià Lliure» (ESL), sobre la base d'un nucli de desertors i de ciutadans.
Mentre el govern sirià rep el suport de Rússia i la Xina (per interès o principi de no-ingerència), sobretot a l'Organització de les Nacions Unides, la rebel·lió és recolzada pels països occidentals, i l'ESL, lentament recolzat i armat per Turquia, Aràbia Saudita i Qatar, disposa de l'ajuda d'agents de la CIA que operen des de Turquia. L'ESL ha estat progressivament reforçat i infiltrat per gihadistes propers a l'esfera d'influència d'Al-Qaida, la qual cosa ha comportat la desconfiança de certs estats enfront d'aquest exèrcit informal i xocant, i al caràcter potencialment confessional d'aquest conflicte.

### Gran crisi econòmica, 2020
El 10 de juny, centenars de manifestants van sortir als carrers d'As-Suwayda per quart dia consecutiu, concentrant-se contra el col·lapse de l'economia del país, ja que la lliura siriana va caure fins a 3.000 lliures per un dòlar americà durant la setmana anterior.